# 전압 기준
전압 기준(Voltage reference, 전압 레퍼런스)은 장치의 부하, 전원 공급 장치의 변화, 온도 변화 및 시간 경과에 관계없이 이상적으로 고정된(일정한) 전압을 생성하는 전자 장치이다. 전압 기준은 전원 공급 장치, 아날로그-디지털 변환회로, 디지털-아날로그 변환회로, 기타 측정 및 제어 시스템에 사용된다. 전압 레퍼런스는 성능이 매우 다양하다. 컴퓨터 전원 공급 장치의 조정기는 공칭 값의 몇 퍼센트 이내의 값만 유지할 수 있는 반면, 실험실 전압 표준은 백만분율 단위로 측정되는 정밀도와 안정성을 갖는다.